# 頂茄萣賜福宮

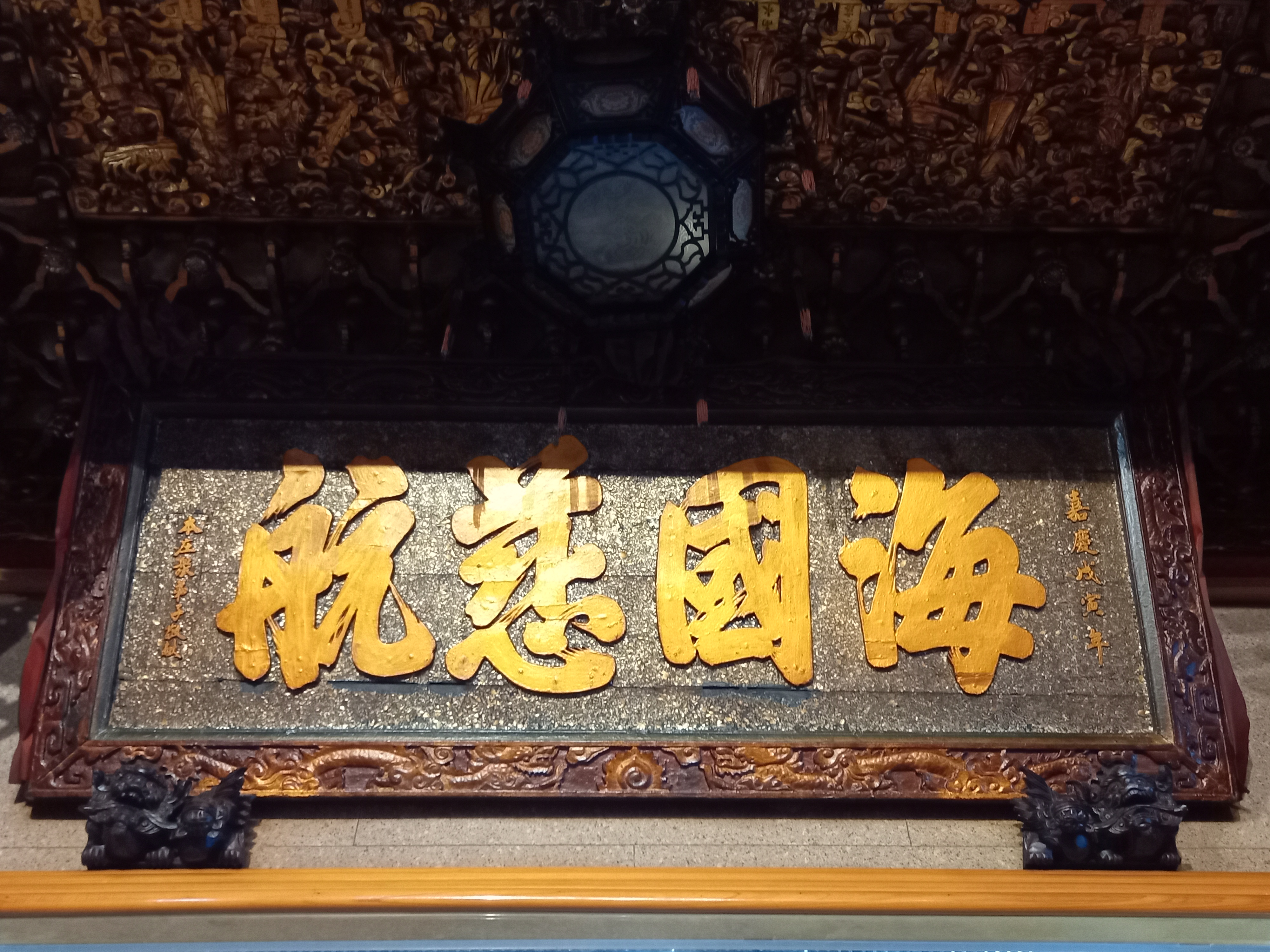
嘉慶廿三年（1818年）「海國慈航」匾

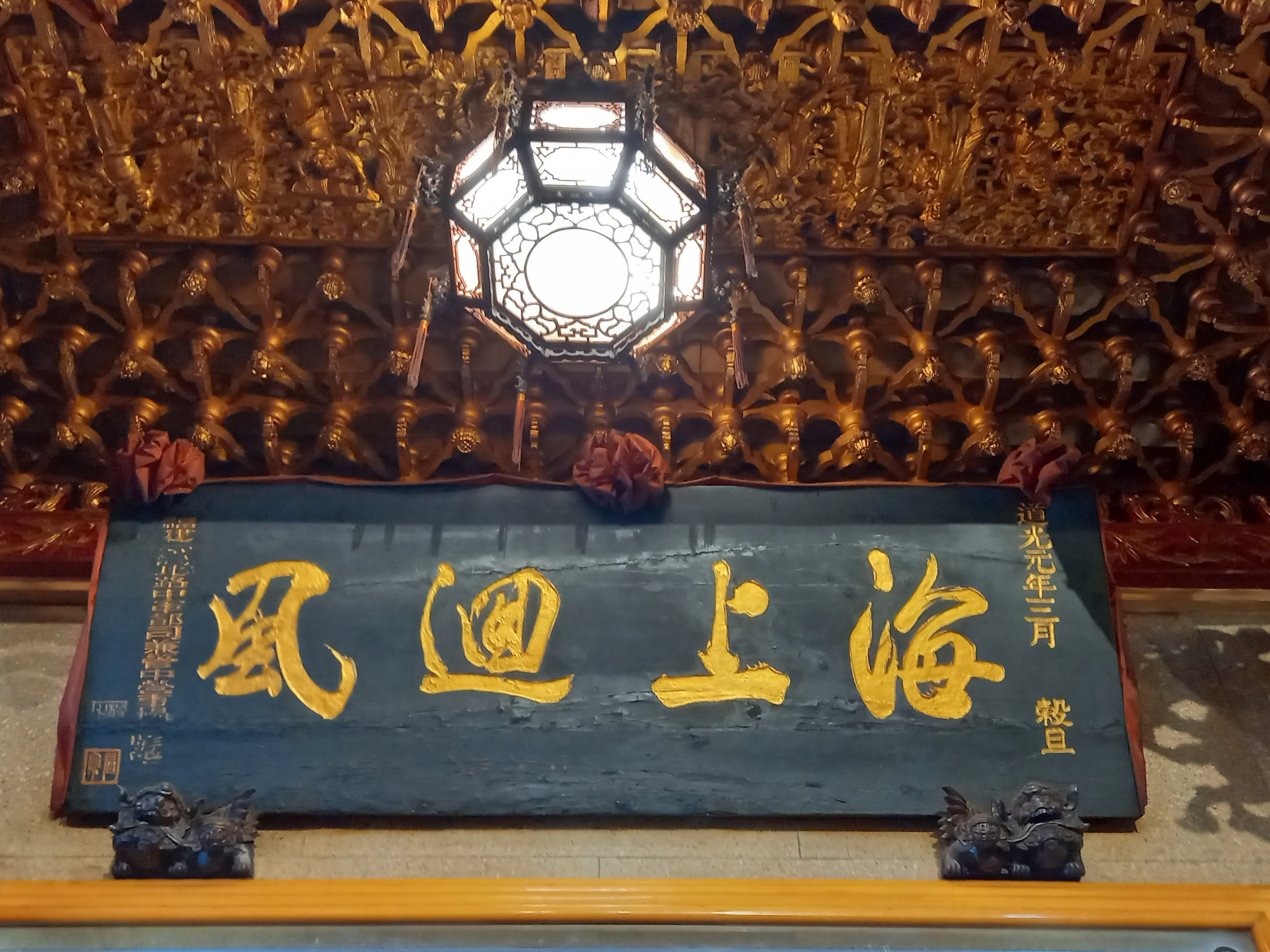
道光元年（1821年）「海上迴風」匾

頂茄萣賜福宮，俗稱頂茄萣媽祖廟，位於高雄市茄萣區，是主祀媽祖的廟宇，為茄萣四大聚落公廟之一，座落在頂茄萣菜市場對面。

## 沿革
根據頂茄萣賜福宮沿革記載，賜福宮創建於大清乾隆廿三年（1758年），傳說有一條由唐山（中國大陸）赴台之船隻遇風浪漂至高雄茄萣海岸，有一船員欲如廁，將攜帶媽祖神像放置沙丘，如廁完畢後找不到媽祖神尊，悵然離去；之後茄萣地方居民常在夜晚看見放置媽祖神尊的沙丘發出霞光，祈神問卜後，指示係媽祖要在本境顯化，於是迎請媽祖建廟奉祀，原只是竹構茅覆之草堂，其地點在原頂頭山，規模雖簡陋，信徒卻遍及頂茄萣與下茄萣兩庄。

## 祀神
頂茄萣賜福宮主祀媽祖，陪祀五府千歲、福德正神、註生娘娘、觀音菩薩、清水祖師、中壇元帥、太保爺公、虎爺公和松王公。

## 軼事
民國九十七年（2008年）五月，賜福宮媽祖剛結束十二年一次的九朝王醮祭典，回到茄萣；由於藝陣中不少表演者是華德工家的學生，學校邀請賜福宮媽祖到校內巡視，保佑師生平安。沒想到媽祖婆一進入校園，就直指校園操場的廢棄碉堡裡有許多厲鬼，但因當地屬白沙崙萬福宮管轄，賜福宮媽祖馬上到萬福宮向王爺公打招呼後，跟萬福宮王爺興師動眾，聯合廟內六大神轎進入校園驅鬼。
相傳華德工家校區在二戰末期是日軍軍營，許多亡於空襲的日本軍人靈魂仍因為不知天皇宣布投降，仍然堅守崗位。起先媽祖對亡靈好言相勸，要祂們自行降伏，但日軍亡靈拒絕讓出地盤，媽祖只好使用法術，祭出7個滾燙的油鍋，將在碉堡裡、校園榕樹上和汽車實習工廠裡發現的日軍亡靈，全部丟到油鍋裡「油炸」。
據當時在場的民眾說法，雖然肉眼看不到日軍亡靈，卻能聽到鍋中滾燙的熱油霹靂啪啦作響，還飄出陣陣腐臭味，所有日軍亡靈都被殲滅。之後，媽祖又發現華德工家對面的茄萣國中私令台附近也有厲鬼，前往收服以後，回駕途中經過一旁廢棄民宅時，又發現一樓到五樓都有孤魂野鬼，一直忙到當天晚上11時左右，才結束這場驅鬼行動。

## 外部連結
- 頂茄萣賜福宮Facebook粉絲專頁 （页面存档备份，存于）
- 頂茄萣賜福宮Instagram粉絲專頁